# Marin Tourlonias
Marin Tourlonias (Augerolles, 1725 – Roma, 21 marzo 1785) è stato un banchiere francese, capostipite della famiglia Torlonia.

## Biografia
Figlio di Antoine Tourlonias (1690-1783), un agricoltore dell'Alvernia, e di sua moglie Marie Cambray, entrò al servizio come cameriere dell'abate Charles-Alexandre de Montgon (1690-1770), che nella prima metà del XVIII secolo lo portò con sé a Roma. Successivamente passò al servizio del cardinale Troiano Acquaviva (1696-1747) come suo cameriere particolare. 
A Roma Marin Tourlonias sposò nel 1753 Mariangela Lanci, naturalizzandosi così italiano con il nome di Marino Torlonia. Alla morte del cardinale, che gli lasciò una discreta rendita, aprì un piccolo negozio di stoffe, da cui ebbe inizio la fortuna della famiglia, proseguita poi con l'attività del prestito e quindi con l'apertura di una banca.
Dal matrimonio nacque a Siena nel maggio del 1754 Giovanni Raimondo il quale si può considerare il vero iniziatore della colossale fortuna dei Torlonia sia in campo economico come in quello sociale. 
Morì a Roma il 21 marzo 1785 e fu sepolto nella Chiesa di San Luigi dei Francesi, a testimonianza della fortuna conseguita a Roma.